# Michałówka (powiat kozienicki)
Michałówka – wieś w Polsce położona w województwie mazowieckim, w powiecie kozienickim, w gminie Kozienice. Leży przy drodze krajowej nr 79. 
Miejscowość wchodzi w skład sołectwa Wilczkowice Górne.
W latach 1975–1998 miejscowość administracyjnie należała do województwa radomskiego.